# انحياز استعرافي
الانحياز الاستعرافي (بالإنجليزية: Cognitive bias) (ويشاع قول «الإنحياز المعرفي» بشكل غير دقيق) هو نمط من الانحراف في اتخاذ الأحكام يحدث في حالات معينة، ويؤدي إلى تشويه للإدراك الحسي أو حكم غير دقيق أو تفسير غير منطقي، أو ما يسمى عموماً باللاعقلانية. مفهوم «نمط من الانحراف» يتضمن في ثناياه معيار المقارنة مع ما هو مُتوقع أو ماهو صحيح، وهذا قد يكون حكم الناس خارج هذه الحالات المعينة، أو قد تكون مجموعة من الحقائق التي يمكن التثبت منها بشكل مستقل. خلال الست عقود الأخيرة تم التعرف على مجموعة انحيازات استعرافية ومتطورة باستمرار، وكذلك اكتشافها كان قائماً على بحوث في اتخاذ الحكم عند الناس وصناعة القرار في العلوم الاستعرافية وعلم النفس الاجتماعي وعلم الاقتصاد السلوكي.
الانحيازات الاستعرافية هي حالات أو شواهد من السلوك الذهني المتطور. يُحتمل أن يكون بعضها مُتكيف لأنها -على سبيل المثال- تؤدي إلى إجراءات أكثر فعالية تحت سياقات معينة أو تمكن من اتخاذ قرارات أسرع عندما تكون القرارات الأسرع هي الأعلى قيمة (حدس مهني). وأخرى تنتج عن نقص الآليات العقلية المناسبة (العقلانية المحدودة) أو ببساطة بسبب الضوضاء الذهنية والتشويه.

## نظرة عامة

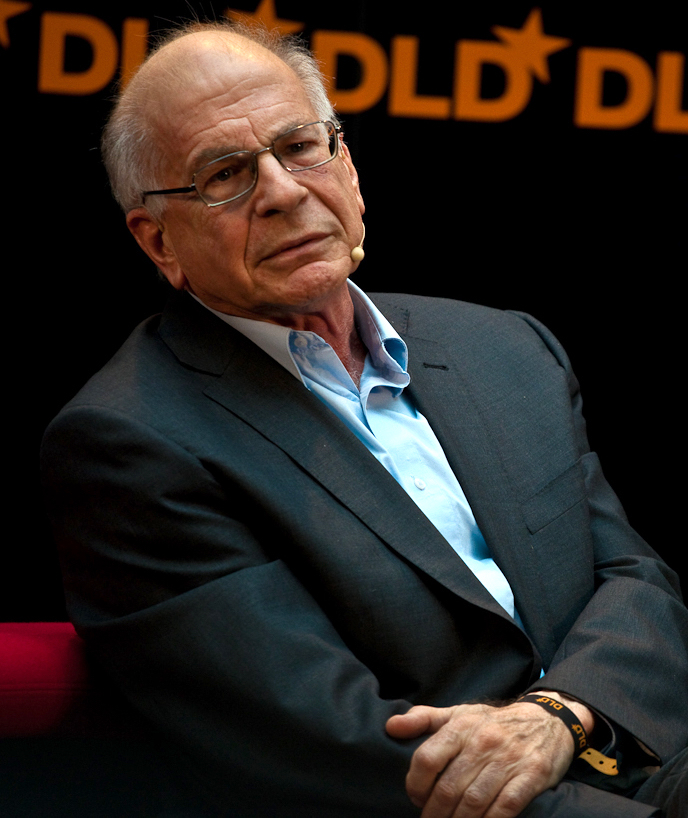
دانيال كانمان

تنشأ الانحيازات من عمليات مختلفة يصعب جداً تمييزها في بعض الأحيان. وهذه العلميات تشمل معالجة المعلومات بشكل سريع (أي حدس مهني)، الضوضاء الذهنية والقدرة المحدودة للدماغ على معالجة المعلومات،  الحوافز العاطفية والأخلاقية  أو التأثير الاجتماعي.
مفهوم الانحيازات الاستعرافية قدمها العالِمان عاموس تفيرسكي ودانيال كانمان في 1972  حيث انبثقت من خبراتهم عن ضعف الناس في الحساب والرياضيات، أو عدم قدرتهم على التفكير الغريزي باستخدام قيم أسية أعلى. لقد أوضحا مع زملائهم العديد من الأوجه المتكررة للأحكام والقرارات البشرية والتي تختلف بها عن نظرية الاختيار العقلاني. وشرحوا هذه الفروقات وفقاً ل «الحدس المهني» وللقواعد التي يسهل على العقل استخدامها ولكنها تنطوي على أخطاء منهجية. مثل استكشاف التوفر Availibility heuristics، حيث يكون سهولة توارد شيء ما إلى الذهن محدد أو مقياس يستخدم لتحديد احتمالية تكرار وقوع هذا الشيء.
وقد نمت هذه التجارب في برنامج أبحاث الاستكشاف والانحياز heuristics and biases research program حيث خرجت من نطاق علم النفس إلى مجالات أخرى بمافيها الطب والعلوم السياسية. وكانت عاملاً أساسياً في ظهور الاقتصاد السلوكي، الذي أحرز به كانمان نوبل في عام 2002. تفيسكي وكانمان طورا نظرية التوقع كبديل أكثر واقعية لنظرية الاختيار العقلاني.

## أنواع الانحيازات الاستعرافية
يمكن تصنيف الانحيازات بناء على عدد من المحددات. على سبيل المثال، هناك انحيازات خاصة بالمجموعات كما أن هناك انحيازات على مستوى الأفراد.
بعض الانحيازات تؤثر على صناعة القرار حيث لابد فيها من أخذ جاذبية الخيارات المختلفة بالاعتبار (مثل مغالطة التكلفة الغارقة sunk cost fallacy). البعض الآخر مثل (الارتباط الوهمي Illusory correlation) تؤثر على حكمنا على كيفية تأثير حدث على آخر. صنف مهم من الانحيازات يؤثر على الذاكرة،  مثل الانحياز للاتساق consistency bias (حيث يتم دوماً تذكر ماضي شخص معين كشيء يجب أن يكون شبيه بحاضره).
بعض الانحيازات تعكس حافز ذاتي،  على سبيل المثال، الرغبة لعكس صورة إيجابية عن الذات التي تؤدي إلى الانحياز الأناني Egocentric bias  وكذلك تجنب التنافر الاستعرافي. انحيازات أخرى بسبب طريقة محددة يتلقى بها الدماغ، ويُكون بها الذاكرة ويصنع بها الأحكام. وهذا التمييز يسمى أحياناً ب «الإدراك الساخن Hot Cognition» (وضده «الإدراك البارد Cold Cognition») حيث أنه في الإدراك الساخن يكون التفكير مصحوباً بالإثارة والعاطفة، عكس الإدراك البارد.
ضمن الانحيازات «الباردة» نجد أن بعضها يكون بسبب تجاهل معلومات ذات علاقة (مثل تجاهل الاحتمالية Neglect of probability) أو أن بعضها يشمل قرارات أو أحكام متأثرة بمعلومات ليست ذات علاقة (مثل تأثير التأطير framing effect حيث أن مسألة ما يكون حولها ردود مختلفة بسبب طريقة وصفها وعرضها) أو إعطاء وزن كبير لميزة غير مهمة ولكنها ملحوظة (مثل وهم التركيز Anchoring)
بعض الانحيازات تقوم على وجود الدافع وبالخصوص دافع الحصول على موقف ايجابي من الذات، وهذه الحقيقة تفسر مسألة أن العديد من الانحيازات مُوجهة للذات أو تخدم الذات (مثل وهم التبصر اللامتسق والانحياز لخدمة الذات وتحيز الإسقاط). وهناك أيضاً انحيازات في كيفية تفضيل أفراد الجماعة ولمن هم خارج مجموعتهم (مثل الانحياز للجماعة الداخلية أو انحياز تجانس الجماعة الخارجية Outgroup homogeneity bias) حيث يتم تقييم الأشخاص داخل المجموعة كمجموعة مختلفة و«أفضل» من الأشخاص خارج المجموعة والذين يبدون «متجانسين» ومختلفين عن المجموعة الداخلية، حتى لو تم اختيار المجموعة عشوائياً،
بعض الانحيازات الاستعرافية تنتمي إلى مجموعات فرعية من الانحياز الانتباهي Attentional bias ، والتي تشير إلى صرف انتباه متزايد لمثير معين. فعلى سبيل المثال، الناس الذين يدمنون الكحول وغيرها من المخدرات يصرفون انتباه أكثر للمثيرات المتعلقة بالمخدرات. هناك العديد من الاختبارات النفسية الشائعة لقياس هذه الانحيازات مثل Stroop Task  و Dot Probe Task.
وهذه قائمة للانحيازات التي حازت على اهتمام أكبر في الدراسة:
- تأثير التأطير Framing effect : حيث تختلف ردود الفعل (والقرارات المُتخذة) بناء على طريقة شرح المشكلة.
- انحياز الإدراك المتأخر Hindsight bias: وهو الميل للنظر إلى أحداث الماضي كأحداث مُتوقعة.
- خطأ العزو الأساسي Fundamental attribution error ، هو ميل الناس إلى التركيز بشكل أكبر على التفسيرات المعتمدة على الشخصية لسلوكيات الآخرين وتقليل التركيز على دور وقوة تأثير الظروف على نفس التصرف.
- الانحياز التأكيدي Confirmation bias هو ميل الناس لتفضيل المعلومات التي تؤكد أفكارهم المسبقة أو افتراضاتهم، بغض النظر عن صحة هذه المعلومات، وهذا له علاقة بمفهوم التنافر الاستعرافي.
- الانحياز لخدمة الذات هو الميل لادعاء مسؤولية ودور أكبر في النجاحات أكثر من الإخفاقات. وهو قد يكون الميل لتفسير المعلومات الغامضة على طريقة تخدم مصالح الناس.
- الانحياز للاعتقاد وهو حينما يكون تقييم الفرد للقوة المنطقية لحجة ما مبني على اعتقادهم في صحة أو خطأ النتيجة.

## الأهمية العملية
العديد من المؤسسات الاجتماعية تعتمد على الأفراد لإصدار أحكام منطقية. المحاكمة أمام هيئة محلفين على سبيل المثال تتطلب أن يتجاهل المُحلف المعلومات التي لاعلاقة لها بالقضية، وتتطلب أيضاً وزن المعلومات التي لها علاقة بالقضية بشكل مناسب، واعتبار الاحتماليات الأخرى بعقل منفتح ومقاومة المغالطات مثل التوسل بالعاطفة (أو الاحتكام إلى العاطفة). الانحيازات المختلفة الموضحة في هذه التجارب النفسية تقول بأن الناس سوف يفشلون دوماً في فعل كل هذه الأشياء،  بيد أنهم يفشلون في فعلها بطريقة منهجية وموجهة ومتوقعة.

## الاختزال
مثل غيغرينزر (1996)، يصف هاسيلتون فحوى وتوجه الانحيازات الاستعرافية بأنه ليست اعتباطية. وعلاوة على ذلك، يمكن التحكم في الانحيازات الاستعرافية. فهناك تقنية تسمى منع الانحياز تهدف إلى تقليل الانحيازات بتشجيع الأفراد على استخدام التخطيط بدلا من التلقائية. وفيما يتعلق بتقليل خطأ العزو الأساسي، وجد أن الحوافز المادية وإخبار المشتركين بأنهم مسؤولون عن عزوهم قد ارتبطا بزيادة دقة المشاركين. واتضح أيضا أن التدريب يساهم في الحد من الانحيازات الاستعرافية. في بحث لمورويدج وزملائه (2015) وجد أن المشتركين في البحث عندما عرضت عليهم فيديوهات تعليمية وألعاب مضادة للانحيازات لتعليمهم استراتيجيات مخففة أظهروا قدرا عاليا من الانخفاض في انحيازاتهم الاستعرافية، فقد قلت إلى أن وصلت لـ 3 من أصل 6 انحيازات بعد 3 أشهر.
يشير مصطلح تعديل الانحياز الاستعرافي إلى عملية تعديل الانحياز الاستعرافي لدى الأشخاص الأصحاء، وتشير أيضا إلى فرع نام جديد في علاجات علم النفس (غير الدوائية) للقلق، الاكتئاب، والإدمان، ويطلق عليه «العلاج بتعديل الانحياز الاستعرافي» (CBMT). فهو فرع من العلاج النفسي المبني على تعديل العمليات الاستعرافية، وقد يصحب أو لا يصحب بأدوية وعلاج كلامي، ويطلق عليه أحيانا «علاج العمليات الاستعرافية التطبيقي» (ACPT). رغم أن تعديل الانحياز الاستعرافي يمكن أن يشير إلى تعديل الانحياز الاستعرافي لدى الأشخاص الأصحاء، إلا أن الـ (CBMT) فرع نام من العلاج النفسي الاستدلالي، والذي يتم من خلاله تعديل العمليات الاستعرافية من أجل إنهاء المعاناة الشديدة من الاكتئاب، القلق، والإدمان. تصحب تقنيات هذا العلاج استخدام التكنولوجيا، وذلك عبر جهاز حاسوب أو دون دعم سريري. ويعتبر خليطا من أدلة ونظريات النموذج الاستعرافي للقلق، علم الأعصاب الاستعرافي، وأنماط الانتباه.

## النقد
هناك انتقادات تم توجيهها إلى نظريات الانحيازات الاستعرافية بناء على حقيقة أن طرفي المناظرة يدعون كثيرا أن أفكارهم مترسخة في الطبيعة البشرية وأنها ناتجة عن الانحياز الاستعرافي، في حين أنهم يدعي كل منهم أن أفكاره الخاصة هي الطريقة الصحيحة للتغلب على الانحياز الاستعرافي. والسبب في ذلك ليس ببساطة أن المناظرة لم تقم جيدا، لكنها مشكلة أساسية تنبع من أن علم النفس يقدم نظريات انحياز استعرافي متضاربة وتستخدم في إثبات وجهات نظرها بشكل لا يقبل الإبطال.